# دنیس اردمن
دنیس اردمن (انگلیسی: Dennis Erdmann؛ زادهٔ ۲۲ نوامبر ۱۹۹۰) بازیکن فوتبال اهل آلمان است.
از باشگاه‌هایی که در آن بازی کرده‌است می‌توان به باشگاه فوتبال دینامو درسدن، باشگاه فوتبال هانزا روستوک، باشگاه فوتبال مونیخ ۱۸۶۰، و باشگاه فوتبال برگیش گلادباخ اشاره کرد.